# Jean-Philippe Marchand
Bienheureux Jean-Philippe Marchand, né le 22 août 1764 et mort le 2 septembre 1792 à Paris, est un prêtre catholique français.

## Biographie
Du diocèse de Saintes, il est vicaire à Notre-Dame de Niort (diocèse de Poitiers).
Il meurt assassiné dans la prison des Carmes lors des massacres de Septembre.

## Sources
- Jacques-Albin-Simon Collin de Plancy, Édouard Darras, Grande vie des saints, 1871